# Ullna
Ullna är en plats i Österåkers kommun i Uppland. I närheten av området ligger bland annat Rydboholms slott och tätorten Rydbo. Rydbo nås med Roslagsbanan, stationen hette för övrigt en gång just Ullna station. Vid Ullnasjön ligger Ullna golfbana.